# El Aguacate, Coacoatzintla
El Aguacate är en ort i Mexiko.   Den ligger i kommunen Coacoatzintla och delstaten Veracruz, i den sydöstra delen av landet, 230 km öster om huvudstaden Mexico City. El Aguacate ligger 2 382 meter över havet och antalet invånare är 106.
Terrängen runt El Aguacate är kuperad åt sydost, men åt nordväst är den bergig. El Aguacate ligger uppe på en höjd. Runt El Aguacate är det ganska tätbefolkat, med 172 invånare per kvadratkilometer. Närmaste större samhälle är Banderilla, 14,2 km söder om El Aguacate. I omgivningarna runt El Aguacate växer huvudsakligen savannskog.